# Округ Брно-град
Округ Брно-град (чеш. Okres Brno-město) је округ у Јужноморавском крају, у Чешкој Републици. Административно средиште округа је град Брно.

## Становништво
Према подацима о броју становника из 2012. године округ је имао 378.965 становника.